# Sainte-Waudru (Mons)

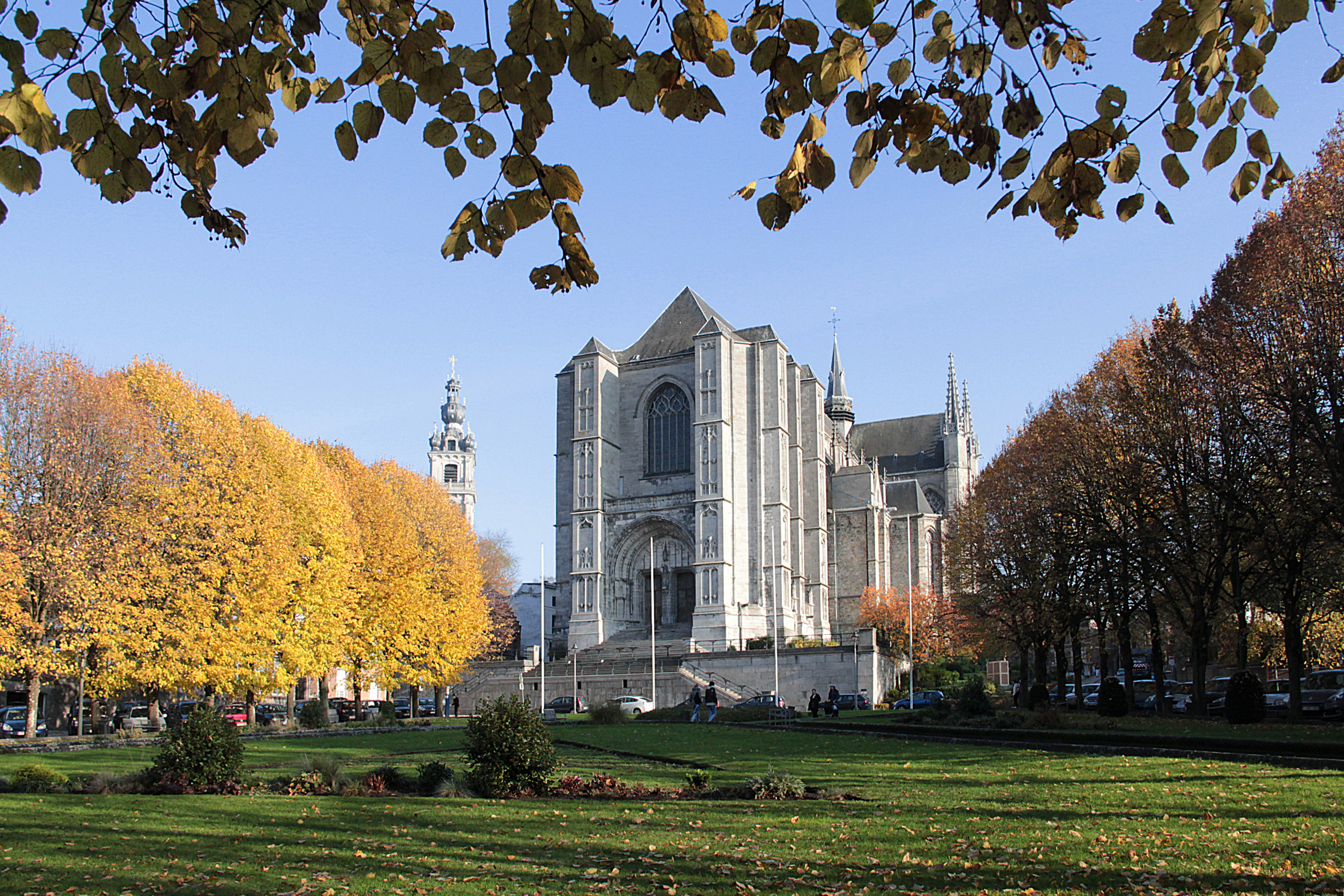
Sainte-Waudru

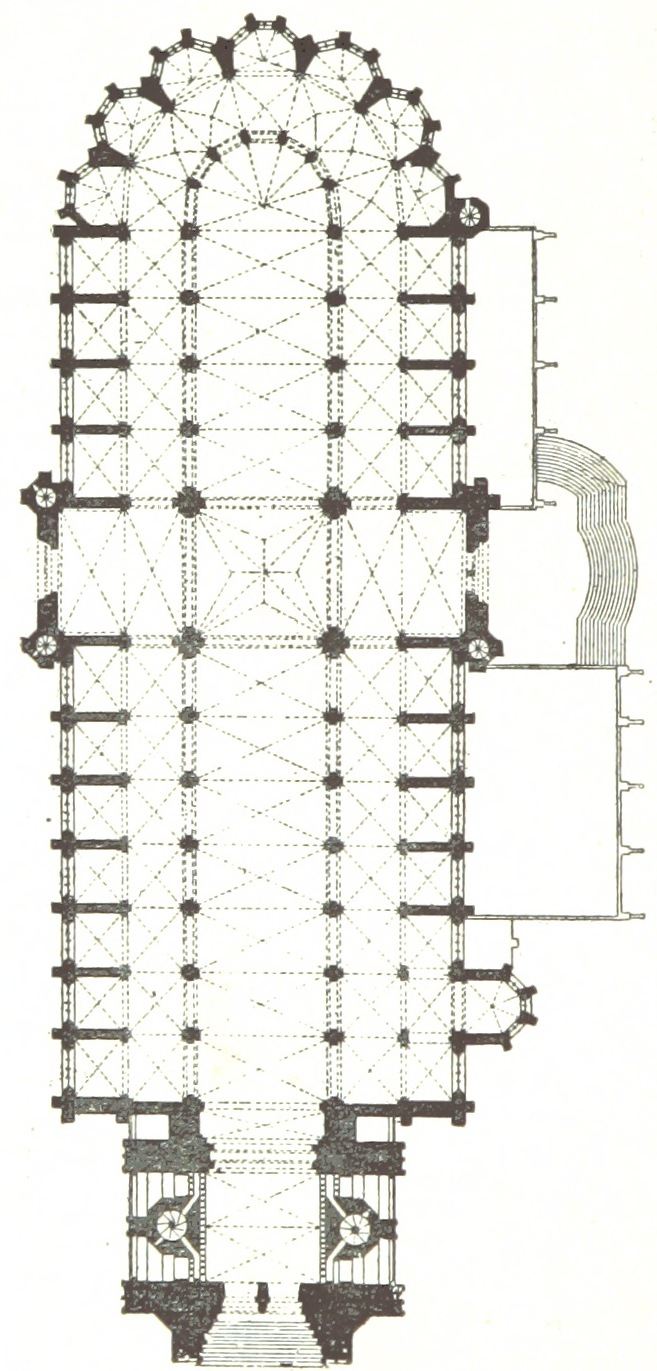
Grundriss

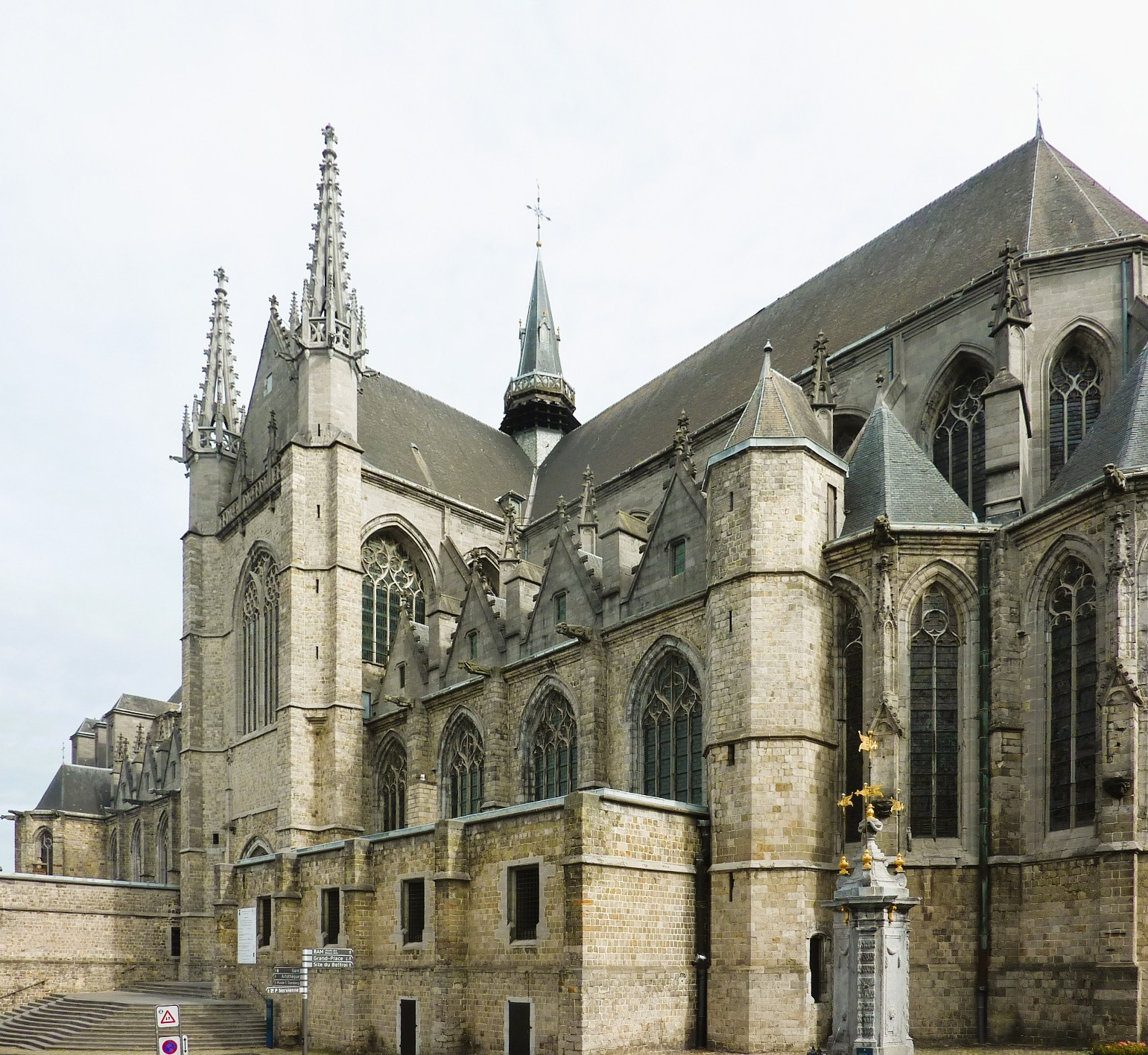
Südliches Querhaus und Chor von Sainte-Waudru

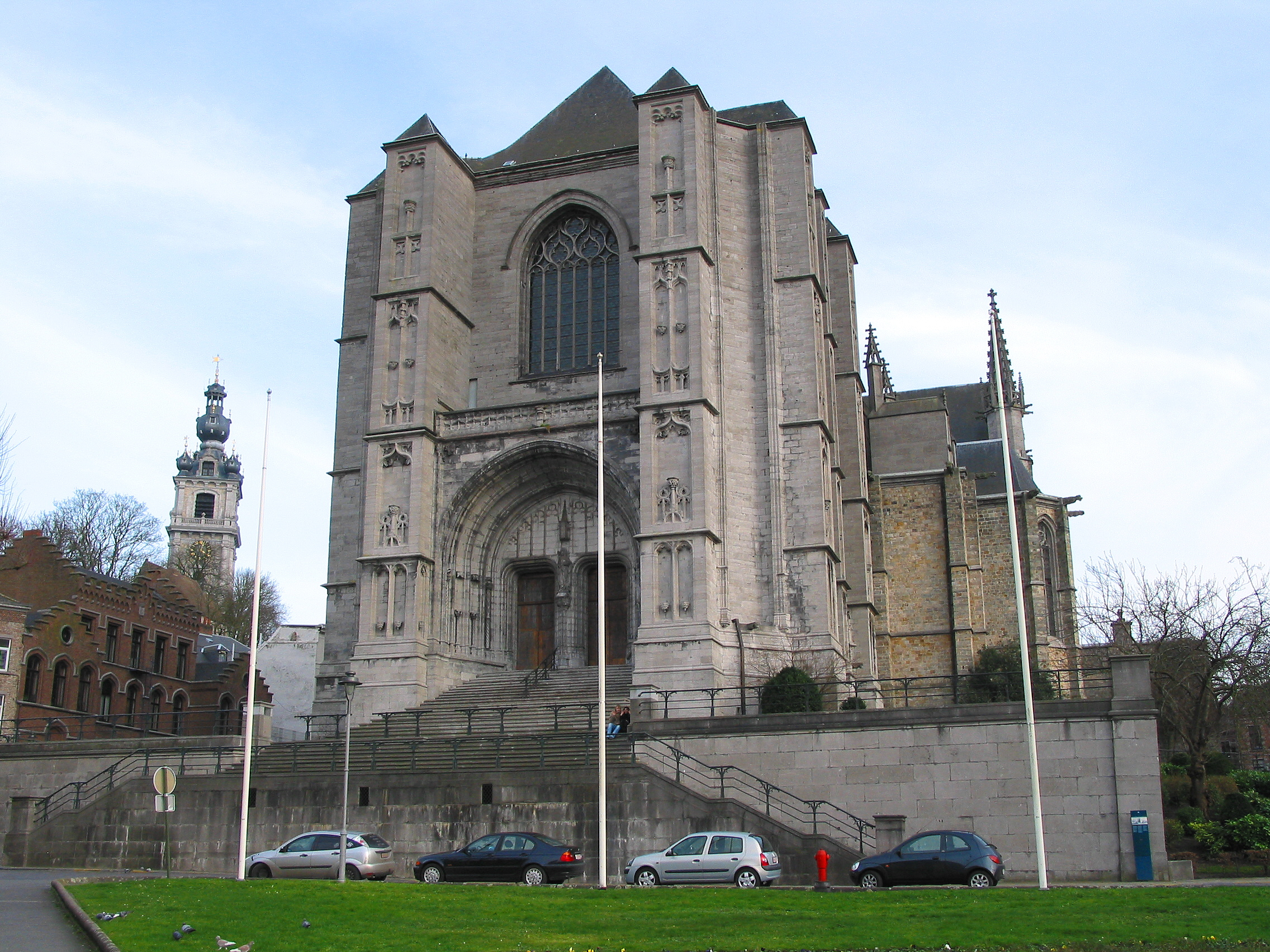
Sainte-Waudru

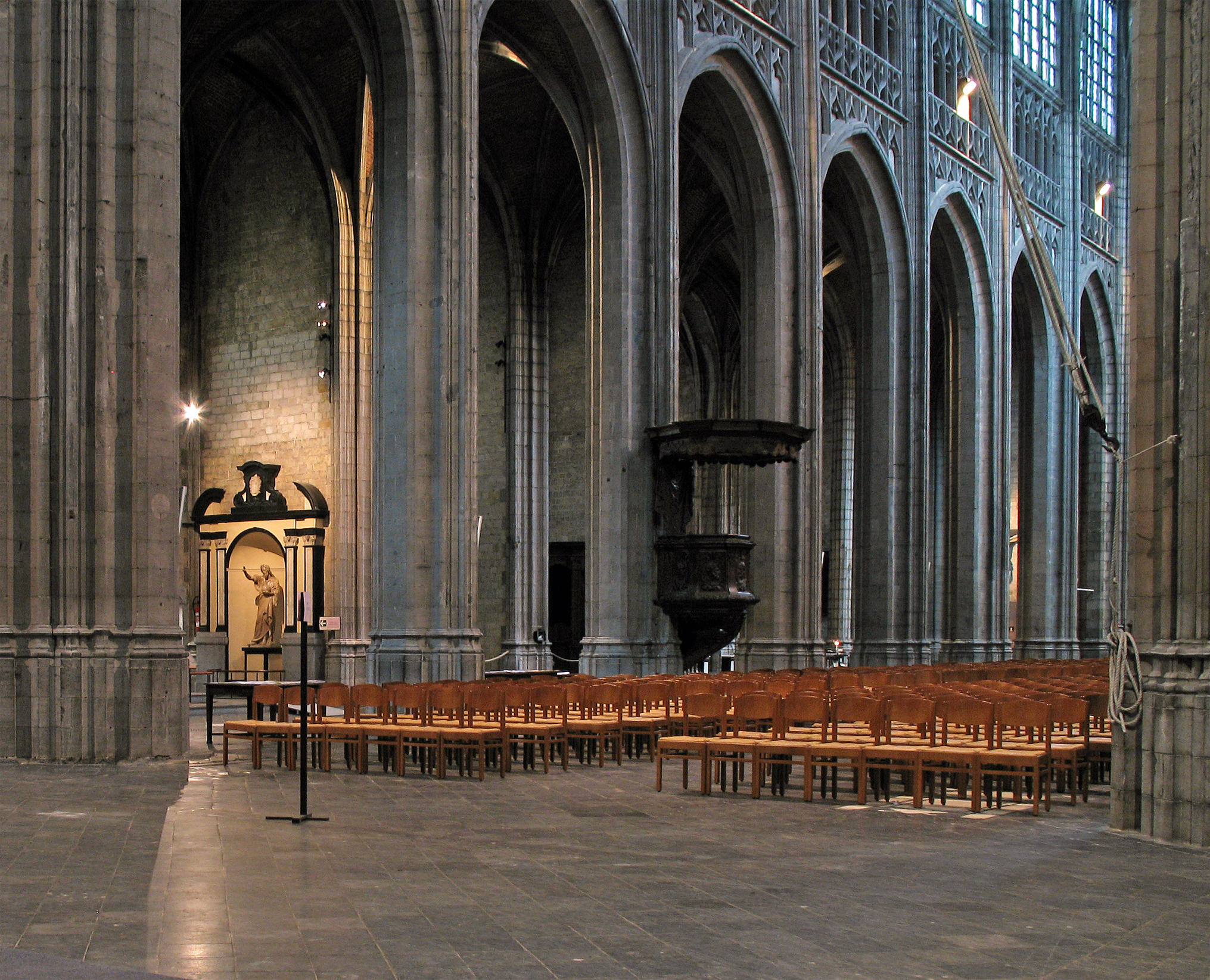
Innenansicht

Die römisch-katholische Stiftskirche Sainte-Waudru in Mons ist eine der heiligen Waltraud von Mons geweihte Kirche im Stil der Brabanter Gotik. Nach dem Baubeginn im Jahr 1450 wurden die Arbeiten an der Kirche 1691 eingestellt, so dass die Kirche bis heute unvollendet ist. Sainte-Waudru gehört zum „Patrimoine majeur de Wallonie“.

## Geschichte
Die heutige Stiftskirche ist Nachfolgebau von Kirchenbauten, die seit dem 7. Jahrhundert, seit Waltraud von Mons hier ihre Einsiedelei gründete, an dieser Stelle stehen. Die vom Kapitel des Klosters Sainte-Waudru beschlossenen Bauarbeiten begannen 1450 und dauerten 241 Jahre. Der grundlegende Plan stammte unter anderem vom Architekten Matheus de Layens, von ihm wurde trotz der langen Bauzeit kaum abgewichen, was der Kirche eine stilistische Harmonie verleiht.
Der Grundriss ist der eines lateinischen Kreuzes mit 115 Meter Länge und 32 Meter Breite. Das Gewölbe ist am Schlussstein 24,5 Meter hoch. Der Chor ist von einem Umgang mit 15 Kapellen umgeben. Als Baumaterial wurden Sandstein, Blaustein und Backstein verwendet. Das Hauptschiff ist einheitlich dreischiffig, das Querhaus einschiffig; ein Kranz von Kapellen zieht sich um das Hauptschiff. Damit wurde das Raumprogramm einer gotischen Kathedrale mit nur geringen Einschränkungen realisiert.
Der Bau eines 190 Meter hohen Turmes wurde 1548 begonnen, dann aber 1691 auf der heutigen Dachhöhe abgebrochen (zum Vergleich: der Turm des Ulmer Münsters gilt mit 161,53 Metern als höchster Kirchturm der Welt).
Während der Französischen Revolution wurde die Kirche als Pferdestall genutzt und entging so dem Abriss. Ab 1803 stand sie den Kanonikerinnen wieder zur Verfügung, später wurde sie als Ersatz für die zerstörte Kirche Saint-Germain zur Hauptkirche der Stadt.

## Die Kanonikerinnen
Zwischen den 10. und 13. Jahrhundert wurde das Nonnenkloster Sainte-Waudru zu einem Stift für adlige Frauen umgewidmet, Ende des 13. Jahrhunderts genügte es, Tochter eines Ritters zu sein, um aufgenommen zu werden. Erst 1769 wurde die 16-fache Ahnenprobe von Maria Theresia eingeführt.
Im Februar 1793 wurde das Kapitel von der Revolutionsregierung aufgelöst, erneut dann und endgültig nach einer kurzen österreichischen Restaurierung im Juni 1794.

## Kunstwerke

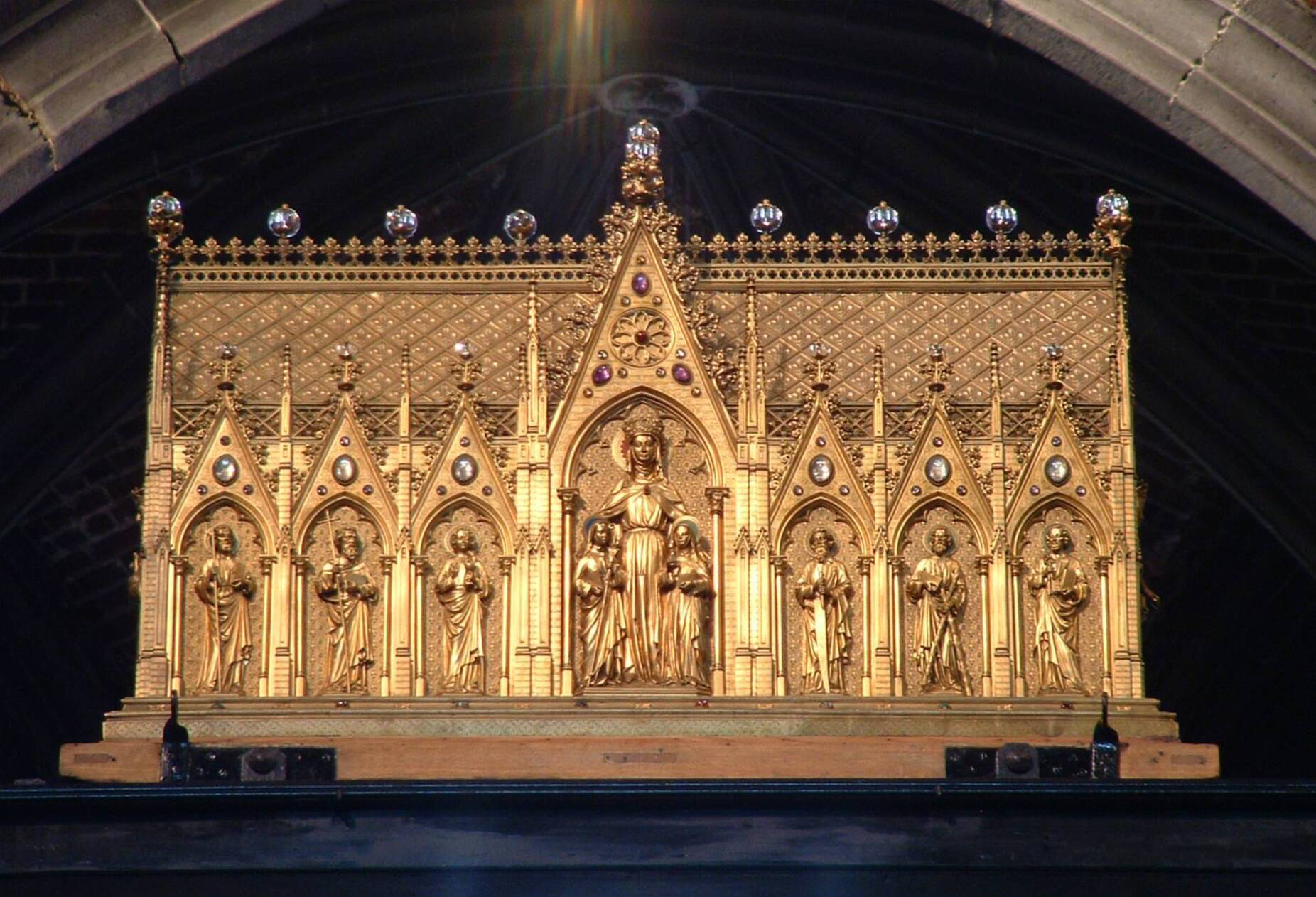
Reliquienschrein

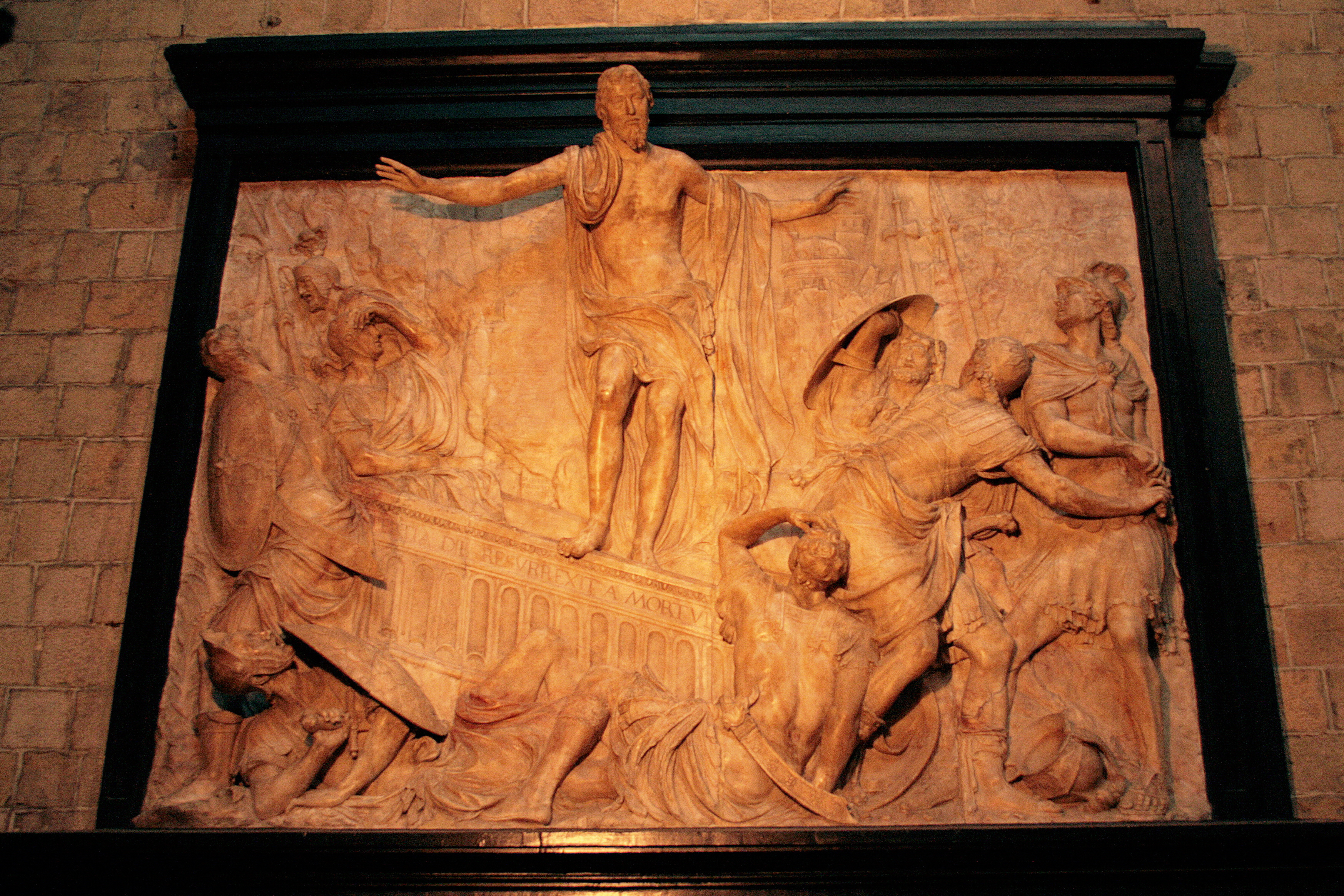
Die Auferstehung

- Eine Reihe von Werken des Bildhauers Jacques Du Brœucq (1505–1584), darunter ein Renaissance-Lettner aus schwarzem Marmor aus den Jahren 1545–1549. Der Lettner wurde 1797 zerstört, erhaltene Teile (vor allem eine Auferstehung und eine Bartholomäus-Statue) haben andere Standplätze in der Kirche gefunden.
- 21 Glasfenster aus dem 16. Jahrhundert
- Das Chorgestühl aus Eiche aus dem Jahr 1707, das aber aus der Kirche Saint-Germain stammt
- Der Reliquienschrein der heiligen Waltraud aus dem Jahr 1887. Er ersetzte den Schrein aus dem Jahr 1313, der 1794 zerstört wurde.
- Der Char d’Or, ein vergoldeter Prozessionswagen aus den Jahren 1779–1782
- Der Orgelprospekt, um 1780

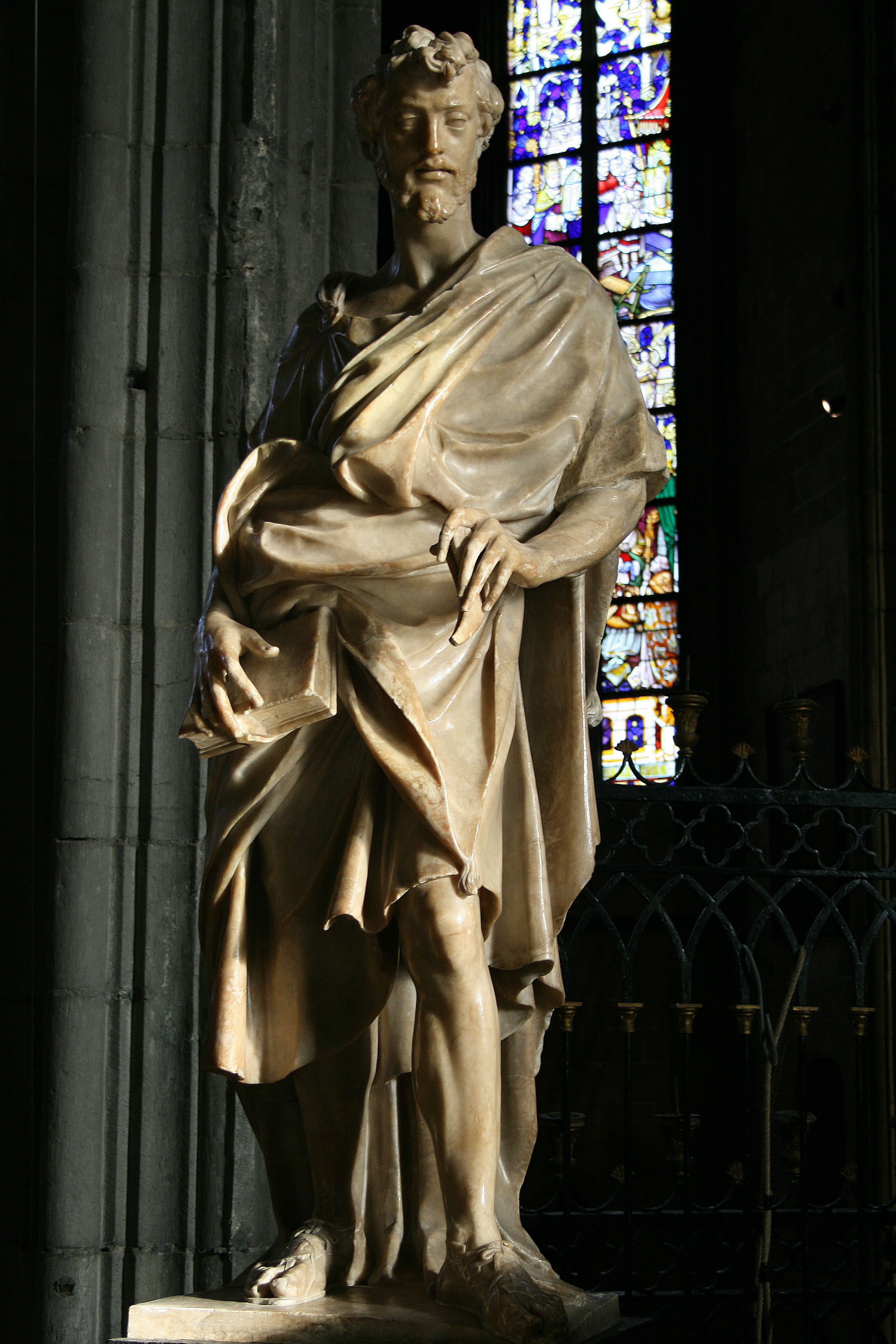
Bartholomäus-Statue
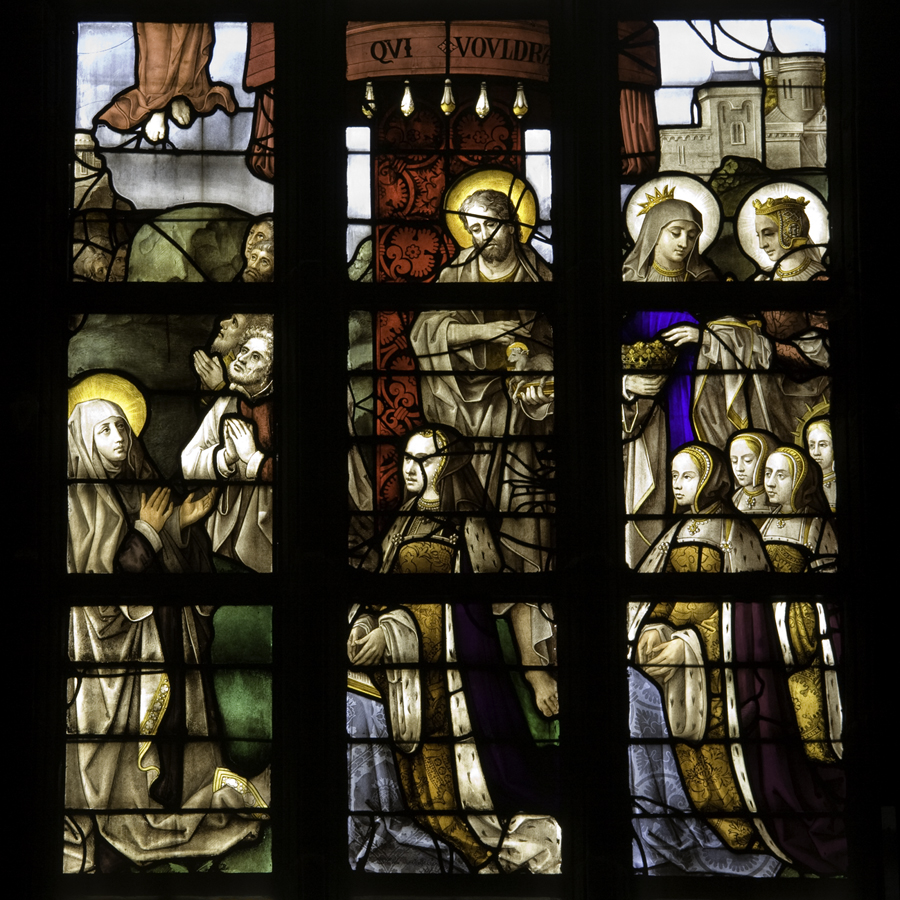
Glasfenster (Detail)
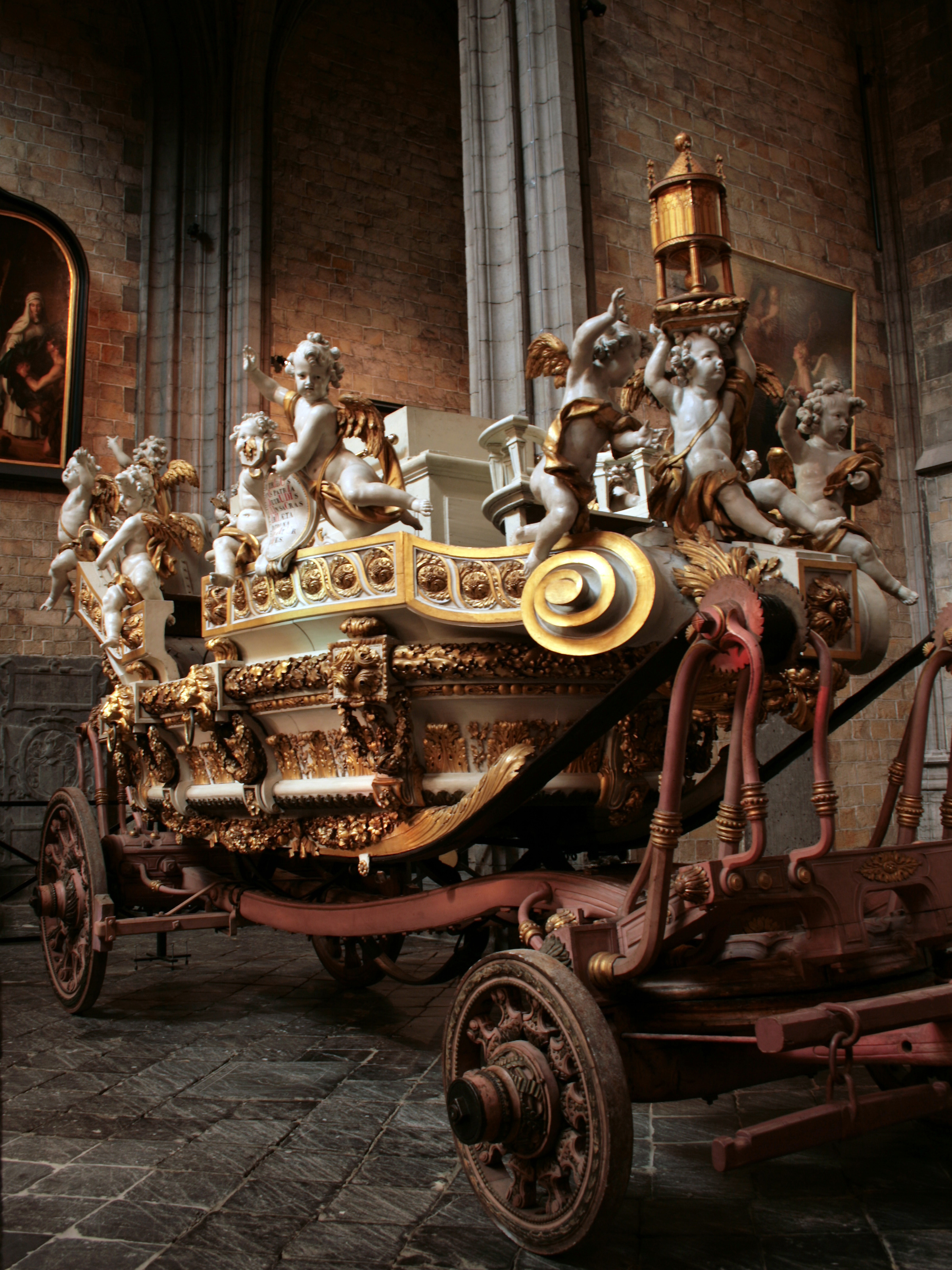
Der Car d‘Or

## Orgel

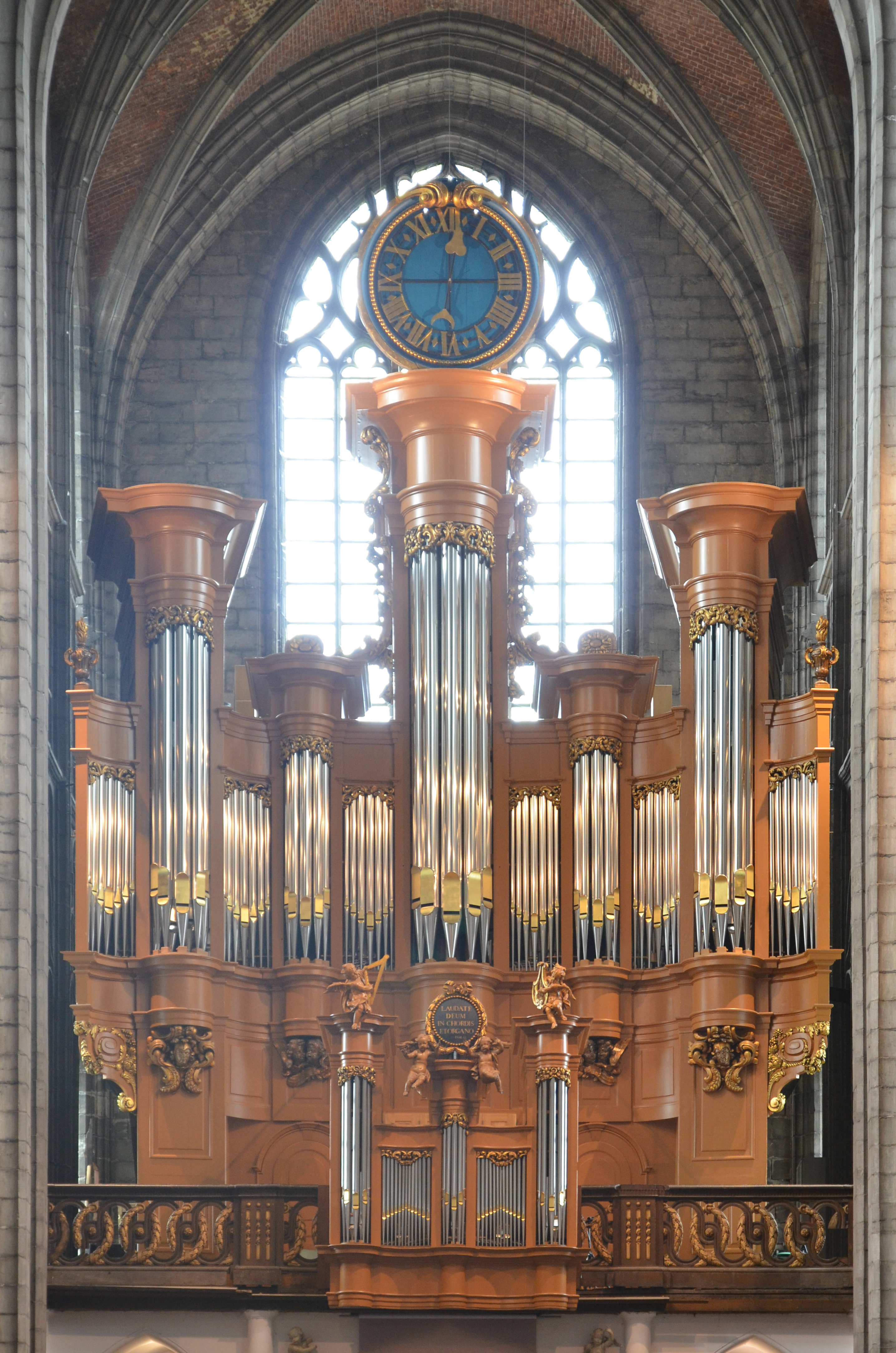
Blick auf die Orgel

Der Orgelprospekt im Stile Ludwigs XVI. befand sich ursprünglich in der Zisterzienser-Abtei Cambron-Casteau. Er wurde um 1780 geschaffen und gelangte erst Anfang des 19. Jahrhunderts in die Kirche Sainte-Waudru. Ursprünglich befand sich in dem Gehäuse ein klassisch-französisches Orgelwerk mit 49 Registern auf vier Manualen und Pedal, das wohl selbst aus einem Instrument hervorging, das um 1693 von dem Orgelbauer Matthieu Le Roy erbaut worden war. Im Laufe der Zeit wurde das Orgelwerk mehrfach restauriert und umgebaut.
Das aktuelle Instrument wurde 1952 von dem Orgelbauer Maurice Delmotte geschaffen, wobei einiges des historischen Pfeifenmaterials, das im Laufe der Zeit nicht verloren gegangen war, wiederverwendet wurde. Das Instrument hatte zunächst 46 Register auf drei Manualen und Pedal. Die Trakturen waren elektro-pneumatisch.
2019 wurde das Instrument von den Orgelbaufirmen Klais (Bonn) und Thomas (Belgien) restauriert und im symphonischen Stil erweitert, u. a. um ein Solowerk. Das Instrument hat heute 79 Register auf vier Manualwerken und Pedal, einschließlich 4 Transmissionen, 3 extendierten Registern und einem akustischen Register. Etliche Zungenregister wurden in Bass- und Diskantseite angelegt. Das Register Chamade 8′ ist noch vakant. Das Pedal wurde durch drei Register in 32-Fuß-Lage erweitert. Außerdem wurden etliche Register der Manualwerke im Pedal mittels Transmissionen spielbar gemacht. Das Instrument ist mit einer 40.000-fachen Setzeranlage ausgestattet. Die Spieltrakturen sind mechanisch, die Registertrakturen sind elektrisch.
| I Grand Orgue C–g3 |                  |     |
| 01.                | Montre           | 16′ |
| 02.                | Bourdon          | 16′ |
| 03.                | Montre           | 08′ |
| 04.                | Bourdon          | 08′ |
| 05.                | Prestant         | 04′ |
| 06.                | Flutte           | 04′ |
| 07.                | Doublette        | 02′ |
| 08.                | Mixture VI–VIII0 |     |
| 09.                | Plein Jeu III-I  |     |
| 10.                | Cornet V         | 08′ |
| 11.                | Trompette        | 08′ |
| 12.                | Hautbois         | 08′ |
| 13.                | Chamade          | 08′ |
| 14.                | Clairon          | 04′ |

| II Positif C–g3 |                  |         |
| 15.             | Montre           | 08′     |
| 16.             | Bourdon          | 08′     |
| 17.             | Prestant         | 04′     |
| 18.             | Flutte           | 04′     |
| 19.             | Nazar            | 02 ⁄3′  |
| 20.             | Doublette        | 02′     |
| 21.             | Tierce           | 01 3⁄5′ |
| 22.             | Larigot          | 01 ⁄3′  |
| 23.             | Octave           | 01′     |
| 24.             | Fourniture III   |         |
| 25.             | Cimbal III       |         |
| 26.             | Trompette (B)    | 08′     |
| 27.             | Trompette (D)    | 08′     |
| 28.             | Chamade          | 08′     |
| 29.             | Cromhorne (B)    | 08′     |
| 30.             | Cromhorne (D)    | 08′     |
| 31.             | Voix Humaine     | 08′     |
|                 | Tremblant (doux) |         |

| III Récit Expressif C–g3 |                   |         |
| 32.                      | Bourdon           | 16′     |
| 33.                      | Flûte large       | 08′     |
| 34.                      | Salicional        | 08′     |
| 35.                      | Dulciana          | 08′     |
| 36.                      | Voix céleste      | 08′     |
| 37.                      | Prestant          | 04′     |
| 38.                      | Flûte octaviante  | 04′     |
| 39.                      | Viole             | 04′     |
| 40.                      | Nazard            | 02 ⁄3′  |
| 41.                      | Octavin           | 02′     |
| 42.                      | Tierce            | 01 3⁄5′ |
| 43.                      | Septième          | 01 ⁄7′  |
| 44.                      | Plein Jeu IV–V    |         |
| 45.                      | Trompette         | 16′     |
| 46.                      | Trompette harm.   | 08′     |
| 47.                      | Basson-hautbois 0 | 08′     |
| 48.                      | Voix Humaine      | 08′     |
| 49.                      | Clairon           | 04′     |
|                          | Tremolo           |         |

| IV Solo C–g3 |                      |     |
| 50.          | Principal            | 16′ |
| 51.          | Principal            | 08′ |
| 52.          | Flûte Harm.          | 08′ |
| 53.          | Gambe                | 08′ |
| 54.          | Principal            | 04′ |
| 55.          | Quinte               | 03′ |
| 56.          | Grande Fourniture I0 |     |
| 57.          | Cornet V             |     |
| 58.          | Bombarde (B)         | 16′ |
| 59.          | Bombarde (D)         | 16′ |
| 60.          | Trompette Harm.      | 08′ |
| 61.          | Chamade              | 08′ |

| Pédale C–f1 |                          |     |
| 62.         | Contrebasse (akustisch)0 | 32′ |
| 63.         | Soubasse                 | 32′ |
| 64.         | Contrebasse              | 16′ |
| 65.         | Montre (= Nr. 1)         | 16′ |
| 66.         | Soubasse (Ext. Nr. 63)   | 16′ |
| 67.         | Bourdon (= Nr. 32)       | 16′ |
| 68.         | Basse (Ext. Nr. 64)      | 08′ |
| 69.         | Flutte                   | 08′ |
| 70.         | Flûte (= Nr. 33)         | 08′ |
| 71.         | Octave (Ext. Nr. 64)     | 04′ |
| 72.         | Flutte                   | 04′ |
| 73.         | Bombarde                 | 32′ |
| 74.         | Bombarde                 | 16′ |
| 75.         | Trompette (= Nr. 45)     | 16′ |
| 76.         | Trompette                | 08′ |
| 77.         | Chamade                  | 08′ |
| 78.         | Clairon                  | 04′ |
| 79.         | Chamade                  | 04′ |

- Koppeln: Normalkoppeln, Sub- und Superoktavkoppeln